# Leptosema
Leptosema là chi thực vật thuộc họ Đậu.